# آلفرد تاوبمن
آلفرد تاوبمن (انگلیسی: A. Alfred Taubman; ۳۱ ژانویهٔ ۱۹۲۴ – ۱۷ آوریل ۲۰۱۵) کارآفرین اهل ایالات متحده آمریکا بود، که در سال ۱۹۵۰ شرکت تاوبمن را تأسیس کرد.